# Mofeta tacada
Les mofetes tacades (Spilogale) són un gènere de carnívors que conté quatre espècies vivents de mofetes, totes de Nord-amèrica. Es caracteritzen per la presència de taques i ratlles blanques i negres al pelatge. Com la resta de mofetes, són conegudes per la forta pudor d'un líquid que poden expulsar de les glàndules anals per foragitar predadors.
Inclou les espècies següents:
- Mofeta tacada meridional (Spilogale angustifrons)
- Mofeta tacada occidental (Spilogale gracilis)
- Mofeta tacada oriental (Spilogale putorius)
- Mofeta tacada nana (Spilogale pygmaea)